# SMIRAL
SMIRAL（日语：スマイラル），日本由TOPMARSHAL營運的動畫、真人電影媒體公司。
2016年7月成立後，展開動畫、真人作品、音樂及周邊商品的產業與經營。而投入動畫製作的「SMIRAL animation」是Earth Star Entertainment將業務管理轉交SMIRAL之後建立的。因此，SMIRAL本身和EARTH STAR Entertainment和Top Partners彼此都是旗下兄弟企業。

## 作品

### 動畫
SMIRAL animation名稱使用。
2016年7月以前的作品請參照「Earth Star Entertainment#動畫」。
2016年
- 鬼斬（Earth Star製作參與，SMIRAL則負責BD販售）
- 兔龜（Earth Star製作參與，SMIRAL則負責BD販售）
- 魔法少女？ Naria☆Girls（日语：魔法少女?なりあ☆がーるず）
- 庭球社 (第8期)
- 魔法少女什麼的已經夠了啦。 Second Season
- 動畫鍛鍊！XX～同一屋簷下～

2017年
- One Room / Room Mate
- 新撰組鎮魂歌二分之一（日语：ちるらん 新撰組鎮魂歌）
- 不要輸!! 惡之軍團！（負責BD販售）
- 庭球社（第9期）
- 愛米 -WE LOVE RICE-（日语：ラブ米 -WE LOVE RICE-）（負責BD販售）
- 海天使的燈火
- 半獸人的煩惱
- 前進吧！登山少女 回憶的贈禮

2018年
- 伊藤潤二驚選集
- 豆豆貓（日语：まめねこ）
- 敦君與女朋友
- 平交道時間
- 前進吧！登山少女 Third Season
- One Room Second Season
- ISLAND
- 狐狸之聲

### 真人作品
SMIRAL PICTURES名稱使用。
- CRAZY（日语：CRAZY (テレビドラマ)）
- SCOOP！恐怖影像 Season.1
- 衝擊！戰慄的恐怖影像
- HAPI♥TRIPPER

## 外部連結
- SMIRAL公式官網（页面存档备份，存于） （日語）
- SMIRAL的X（前Twitter） （日語）